# .17 Hornet
Die .17 Hornet ist eine Zentralfeuerpatrone mit einem Geschossdurchmesser von 4,38 mm.

## Bezeichnung
Im deutschen Nationalen Waffenregister (NWR) wird die Patrone unter Katalognummer 2084 unter folgenden Bezeichnungen geführt (gebräuchliche Bezeichnungen in Fettdruck)
- .17 Hornet (Hauptbezeichnung)
- .17 Hornett(sic!)

Weiterhin sind die Bezeichnungen .17 Ackley und .17 Ackley Hornet gebräuchlich, werden aber nicht im NWR aufgeführt.

## Beschreibung
Die .17 Hornet ist eine Patrone mit einem schlankeren Geschoss als das gängige Kleinkaliber 22 Lfb, aber einer signifikant gestreckteren Flugbahn als bei der in beiden Vergleichen stärkeren .22 Hornet. In Deutschland ist der Schuss mit der .17 Hornet auf Schalenwild verboten, weil Energie und Durchmesser des Projektils zu gering sind.